# Tunnel ferroviaire de Kanmon
Pour les articles homonymes, voir Tunnel de Kanmon.
Ne doit pas être confondu avec Tunnel Shin-Kanmon.
Le tunnel ferroviaire de Kanmon (関門鉄道トンネル, Kanmon tetsudō tonneru) a été le premier tunnel sous-marin du Japon. Il s'étend sous le détroit de Kanmon, et connecte les îles des Honshū et Kyūshū. Il représente un lien important pour le réseau de chemin de fer japonais. Sa construction a débuté en 1936, et fut achevée en novembre 1942, pendant la guerre du Pacifique. Le tunnel en direction de Honshū a une longueur de 3 604 m, alors que dans la direction opposée (vers Kyūshū) il mesure 3 614 m. La largeur des voies est de 1,067 m (3 pieds 6 pouces), et son alimentation électrique est en 1 500 volts continu.
Vers la fin de la guerre du Pacifique les alliés avaient prévu de détruire les deux tunnels en prévision de l'invasion du Japon. 250 agents de l’OSS s'étaient entraînés dans ce but, mais la reddition du Japon se produisit avant ce projet d'invasion que les alliés redoutaient.
La JR Kyushu est le propriétaire exploitant de cet ouvrage depuis la séparation de la compagnie nationale de chemins de fer japonaise en plusieurs compagnies privées régionales en 1987: le groupe JR (Japan Railways).

## Coordonnées géographiques

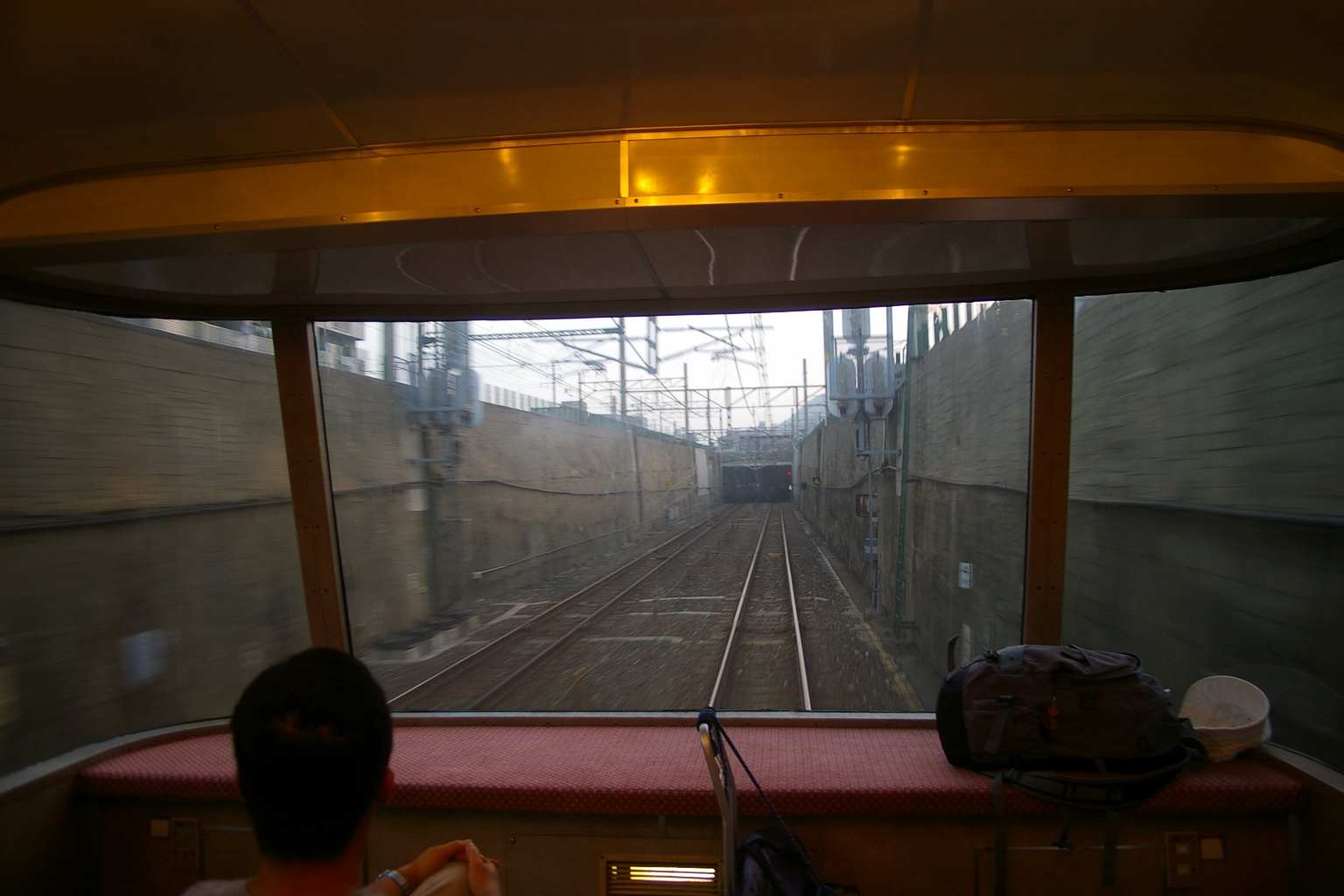
Entrée du tunnel côté Moji (Kyūshū) depuis la cabine d'un train.

- Entrée de Shimonoseki (Honshū): 33° 56′ 03″ N, 130° 55′ 00″ E
- Entrée de Moji (Kyūshū): 33° 54′ 37″ N, 130° 56′ 11″ E